# Гагаринская (станция метро, Самара)
«Гага́ринская» — 7-я станция Самарского метрополитена. Расположена на 1-й линии между станциями «Спортивная» и «Московская».
Станция расположена на улице Юрия Гагарина, недалеко от перекрёстка с Революционной улицей.
Является самой южной станцией метро в России.
До открытия станции Московская, была конечной

## История

### Название
Своё название получила по одноимённой улице. В проекте имела название «Проспект Гагарина».

### Строительство
В 1988 году приступили[кто?] к проходке тоннелей от станции «Гагаринская» к «Спортивной» и «Московской» (тогда — «Карла Маркса»). А в 1989 году приступили к сооружению самой станции. Строилась станция открытым способом.

### Пуск
Станция была открыта 26 декабря 1993 года в составе второго пускового участка Самарского метрополитена «Советская» — «Гагаринская».
Перед станцией «Российская» расположена камера съездов (пошерстный съезд), который начал использоваться с 24 декабря 2007 года. Он позволил запустить поезда на участке «Гагаринская» — «Московская» в нормальном режиме.

## Вестибюли и пересадки
Станция имеет два вестибюля, оборудованных эскалаторами; выход на улицу осуществляется через подземные переходы. Работает один вестибюль, выходы из которого расположены недалеко от пересечения улицы Юрия Гагарина с проездом Митирёва.

## Техническая характеристика
Конструкция станции — колонная трёхпролётная мелкого заложения (глубина заложения 17,5 метра). Сооружена из сборных железобетонных конструкций по типовому проекту.

## Расположенные у метро объекты
- Самарский многопрофильный колледж им. Бартенева В. В.

## Привязка общественного транспорта

### Автобус
| №  | Пересадки                                        | Конечный пункт 1    | Конечный пункт 2  |
| -- | ------------------------------------------------ | ------------------- | ----------------- |
| 2  | Алабинская                                       | Сквер Высоцкого     | А/С «Аврора»      |
| 24 | Московская                                       | Хлебная площадь     | А/С «Аврора»      |
| 34 | Московская Спортивная Советская Победа Безымянка | Площадь Революции   | Завод «Металлург» |
| 41 | Московская Спортивная Советская Победа Безымянка | Улица Ленинградская | 15-й А микрорайон |
| 53 |                                                  | А/С «Аврора»        | Площадь Революции |
| 56 |                                                  | Ж/Д вокзал          | Приволжский мкр.  |

- Маршрутное такси:
  - № 96 «Ул. Тухачевского — мкр. Крутые ключи»
  - № 99 «Ж/Д вокзал — Овощная база»
  - № 131 «Ж/Д вокзал — Нижняя Алексеевка»
  - № 126ю «Ж/Д вокзал — ПМС»
  - № 205 «Причал № 6 — мкр. Крутые Ключи»
  - № 217 «Ул. Транзитная — Дом молодёжи»
  - № 410а «Ж/Д вокзал — мкр. Крутые ключи»

## Архитектура и оформление
Пол выстлан гранитом. Колонны выполнены в виде сопел ракет, смотрящих раструбами в потолок. Плафоны сферической формы расположены на потолке. Вверху в углублениях колонн также можно увидеть лампы освещения. Стены станции облицованы плиткой, образующей панно на космические темы. В центре станции находится сооружение, которое является заделом под переход на нереализованную линию.

## Путевое развитие
За станцией расположены оборотные тупики для отстоя подвижного состава. С 23 декабря 2007 года, в связи с открытием станции «Российская», для оборота поездов не используется.

## Состояние станции
В 2012 году был проведён ремонт станции, которая находилась в аварийном состоянии.

## Схема станции
| 1 путь    | ← к станции «Московская»   |
| платформа |                            |
| 2 путь    | → к станции «Спортивная» → |

## Фотографии
- Платформа станции
- Эскалаторы
- Задел под переход на третью линию
- Надпись «Гагаринская» и маршрутный указатель
- Вестибюль станции
- Путевая стена
- Вход в подуличный переход
- Вход на станцию